# Кичмай
Кичма́й (адыг. Кӏыщмай) — река в Лазаревском районе Большого Сочи в Краснодарском крае.

## Характеристики
Кичмай является крупнейшим правым притоком реки Шахе. В верховьях протекает по узкому лесистому ущелью, а в среднем и нижнем течении расширяет своё русло. Крупнейшими притоками Кичмая являются реки — Хачунеш и Рождественская, впадающие в него слева.
Длина реки составляет 12 км, с общей водосборной площадью в 50,7 км². Впадает в Шахе у нижней окраины села Отрадное.

## Данные водного реестра
По данным государственного водного реестра России и геоинформационной системы водохозяйственного районирования территории РФ, подготовленной Федеральным агентством водных ресурсов:
- Бассейновый округ — Кубанский
- Речной бассейн — Реки бассейна Чёрного моря
- Водохозяйственный участок — Реки бассейна Чёрного моря от западной границы бассейна реки Шепси до реки Псоу (граница РФ с Абхазией)
- Код водного объекта — 06030000312109100000592
- Код по гидрологической изученности (ГИ) — 109100059
- Номер тома по ГИ — 09
- Выпуск по ГИ — 1